# Darren Braithwaite
Darren Braithwaite, född den 20 januari 1969, är en brittisk före detta friidrottare som tävlade i kortdistanslöpning.
Braithwaites främsta merit individuellt är att han blev silvermedaljör efter Bruny Surin på 60 meter vid Inomhus-VM 1995. Utomhus är hans främsta meriter två VM-brons som en del av stafettlaget på 4 x 100 meter samt ett EM-silver, även det i stafett.

## Personliga rekord
- 100 meter - 10,19